# ديفيد غرينغلاس
ديفيد غرينغلاس (بالإنجليزية: David Greenglass)‏‏ (2 مارس 1922 - 1 يوليو 2014) هو جاسوس ذري للاتحاد السوفيتي، وكان عمل منصباً على مشروع مانهاتن. عمل في مشروع Y في نيومكسيكو من أغسطس 1944 حتى فبراير 1946. أدت شهادته لكشف نشاط جوليوس وإيتيل روزنبرغ التجسسي.